# 음력 6월 13일
음력 6월 13일은 음력 6월의 13번째 날이다.

## 사건
- 1395년 - 조선 태조 4년, 개성부(開城府)를 개성유후사(開城留後司)로 고치고, 양광도(楊廣道)를 충청도(忠淸道)로, 서해도(西海道)를 풍해도(豐海道)로 고치고, 강릉도(江陵道)와 교주도(交州道)를 합하여 강원도(江原道)라 하다.
- 1515년 - 조선 중종 10년, 평안도 삼등(三登)·성천(成川)에 홍수로 인명 피해 103명 등 발생하다.
- 1521년 - 조선 중종 16년, 강원도 평강현(平康縣)에서 산사태로 11명이 죽다.
- 1664년 - 조선 현종 5년 (윤달), 기전(畿甸)은 가뭄이 들고, 호서·호남의 천안(天安) 이하 전주(全州) 이상은 홍수가 나다.
- 1790년 - 조선 정조 14년, 경상도에서 환곡의 폐단을 바로잡은 성책을 올리다.
- 1826년 - 조선 순조 26년, 비가 오고 지진이 일어나다.
- 1827년 - 조선 순조 27년, 부정행위 때문에 과거 시험장에 수행인을 동반하지 못하게 하다.

## 문화
- 1781년 - 조선 정조 5년, 《어정팔자백선(御定八字百選)》이 완성되어 인쇄 반포하다.
- 1890년 - 조선 고종 29년, 한성부 양화진에 외인 공동 묘지의 설치를 허가하다.

## 같이 보기
- 음력 360일: 1월 2월 3월 4월 5월 6월 7월 8월 9월 10월 11월 12월
- 전날:6월 12일 다음날:6월 14일 - 전달:5월 13일 다음달:7월 13일
- 양력:6월 13일
- 음력, 윤달